# Děčín (zámek)
Děčínský zámek je původně hrad ze 13. století, přestavěný v 16. století na zámek. Nachází se na pískovcové skále nad soutokem Labe a Ploučnice v Děčíně. Zámecký areál je chráněn jako kulturní památka. Jeho majitelem je statutární město Děčín.
Prvním opevněným sídlem na skále bývalo nejspíše raně středověké hradiště. Ve 13. století na jeho místě vyrostl gotický hrad. Na počátku 14. století jej získali Vartenberkové, kterým patřil až do roku 1511. Páni z Bünau nechali ve druhé polovině 16. století starý hrad přestavět na renesanční zámek. Třetím významným rodem v Děčíně se stali Thun-Hohensteinové, kteří zámek vlastnili v letech 1628–1932. Za nich byl zámek přestavěn v barokním a klasicistním slohu. Přestože sloužil jako panské sídlo, plnil až do 18. století také funkci důležité zemské pevnosti, kterou často obléhala a dobývala cizí i císařská vojska.

## Historie
Předchůdcem vrcholně středověkého hradu v Děčíně bylo raně středověké hradiště, které je doložené písemnými prameny v 10. až 13. století. Přestože nebylo archeologicky doloženo, předpokládá se, že stávalo v místech pozdějšího hradu a zámku. Správou hradiště byli pověřeni purkrabí, z nichž první je znám z roku 1199.

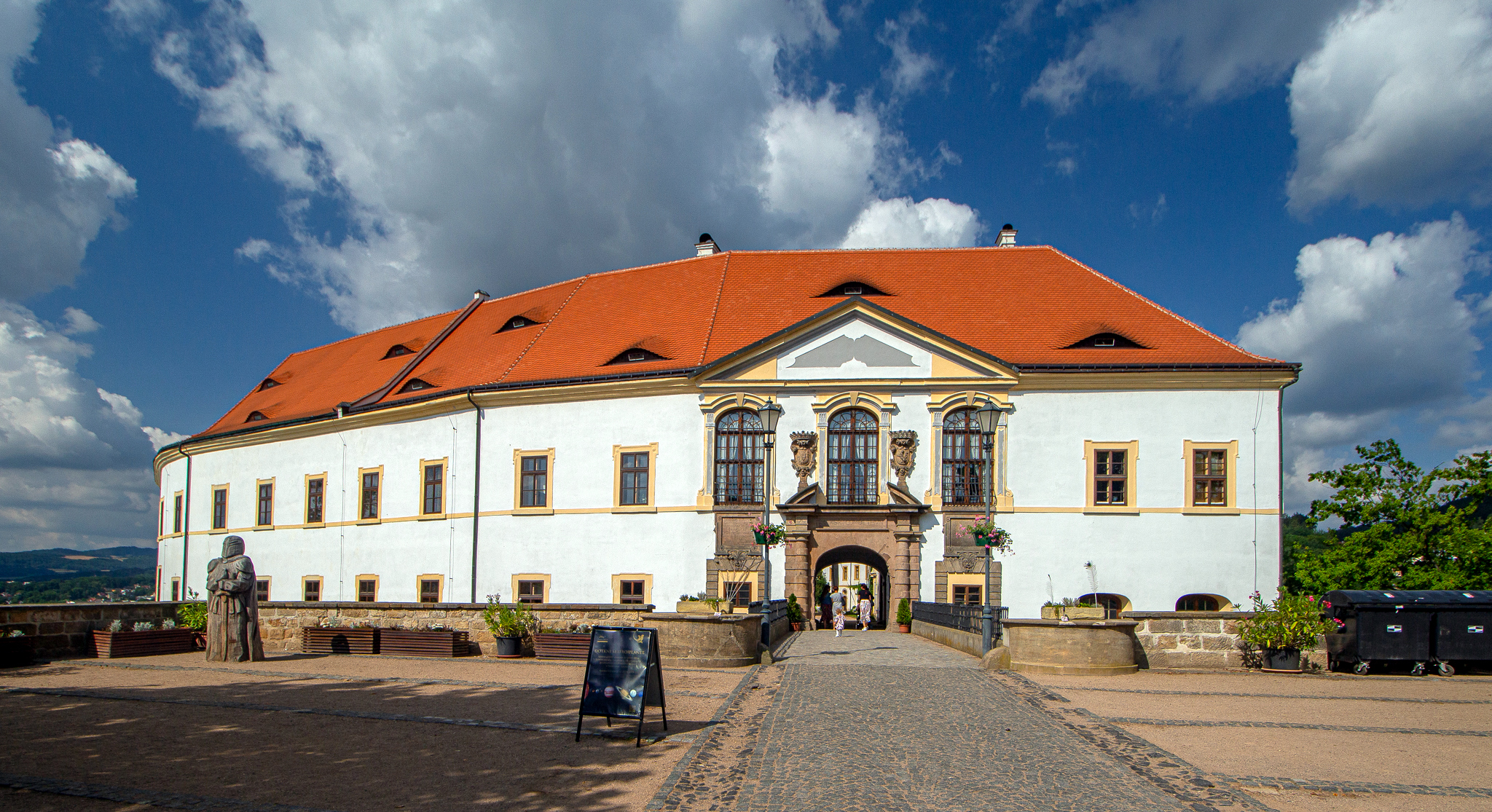
Vstupní portál (pohled od Horní brány

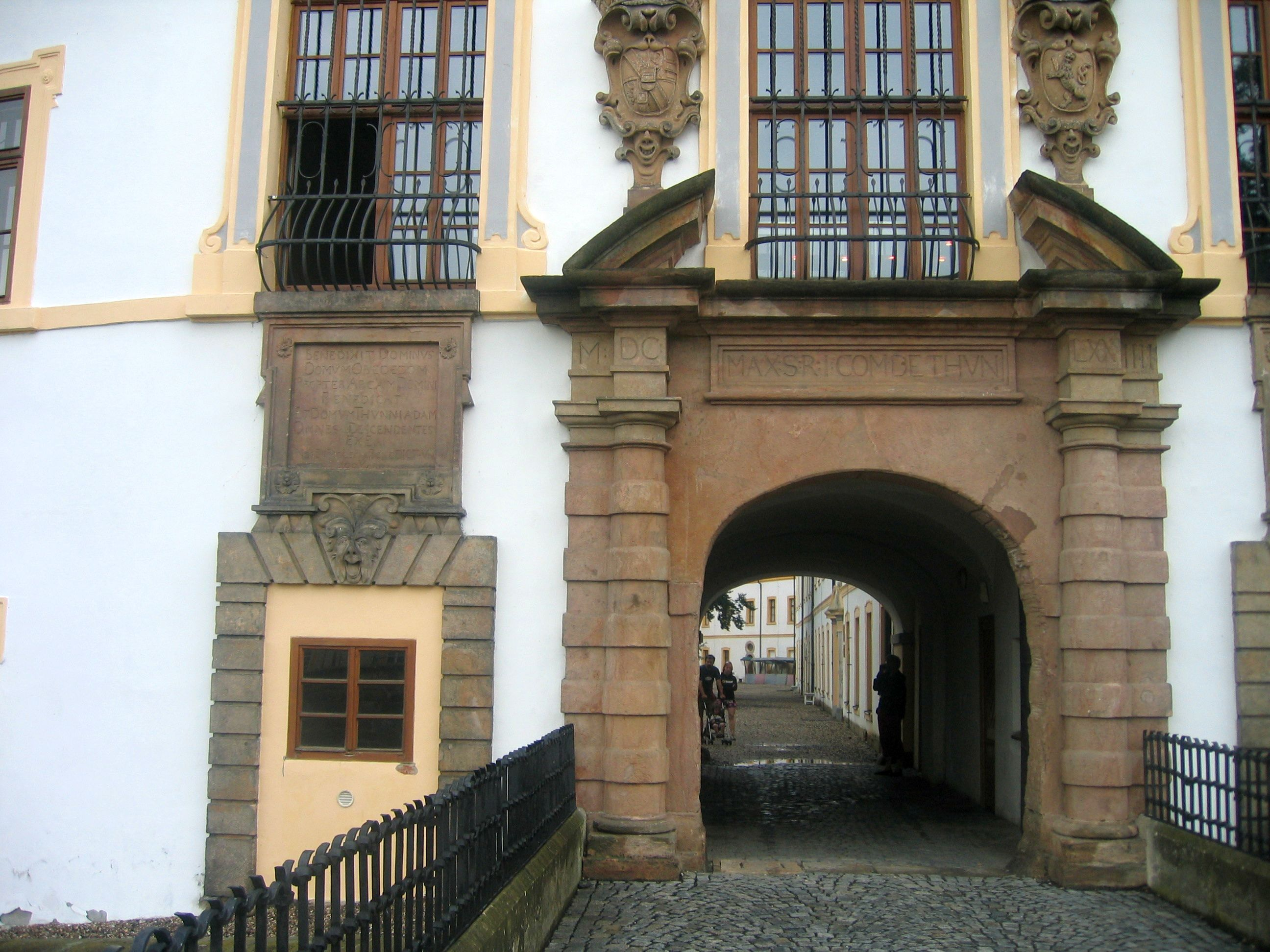
Průjezd do nádvoří

Královský kamenný hrad byl postaven v polovině 13. století. Podle historika Augusta Sedláčka jej založil Heřman ze Šumburka, který Děčín dostal od krále Václava I. v roce 1249. V neklidné době po smrti krále Přemysla Otakara II. se hradu zmocnil Jan z Michalovic a vrátil jej až v roce 1283 výměnou za jiný majetek. Děčín měl v té době připadnout do zástavy braniborskému markraběti Otovi V. za propuštění kralevice Václava II., ale jeho nároky zrušil římský král Rudolf I. Českým panovníkům hrad zůstal až období v letech 1305–1306, kdy jej král Václav III. udělil do dědičného držení bratrům Janovi, Benešovi a Václavovi z Vartenberka. Podle Augusta Sedláčka je věnoval už král Václav II. jejich otci Janovi a jeho bratru Vaňkovi. Uvedení Janovi synové tak hrad získali až po otcově smrti v roce 1316.

### Vartenberkové
Bratři si rodový majetek okolo roku 1350 rozdělili, takže části děčínského hradu získali Jan a Beneš. Jan II. z Vartenberka zemřel brzy po roce 1365 a zanechal po sobě nezletilé syny Jana III. Gasta z Vartenberka a Děčína a Jana IV. z Vartenberka a Děčína, jejichž poručníkem se stal strýc Beneš, kterému patřil také blízký hrad Svádov. Krátce před rokem 1370 děčínský hrad vyhořel a jeho držení jim roku 1370 potvrdili císař Karel IV. a král Václav IV. Beneš z Vartenberka zemřel roku 1372 a jeho část Děčína zdědili synové Václav z Vartenberka řečený "Bílý", Mikuláš a Beneš. Poslední jmenovaný koupil Mikulášův podíl a svou část poté odkázal bratrancům Janovi IV. z Vartenberka a Děčína a Janu III. Gastovi z Vartenberka a Děčína, jejichž děčínský majetek roku 1377 spravoval purkrabí Pešek Faulfiš. Václav z Vartenberka řečený "Bílý" a Jan III. Gast z Vartenberka a Děčína zemřeli do roku 1383. Ve stejné době byli pravděpodobně mrtví také ostatní majitelé s výjimkou Jana IV. z Vartenberka bratra Jana Gasta, jenž se stal poručníkem Gastových synů Jana V. z Vartenberka, Beneše a Václava.
Bratři drželi Děčín v nedílu, ale panství spravoval nejstarší Jan V. z Vartenberka. Později se o majetek rozdělili. Většinu si ponechal Jan V. z Vartenberka. Václav dostal menší část děčínského panství, na kterém si založil hrad Blansko a Beneše Jan V. z Vartenberka vyplatil. Aby získal dostatek peněz, musel zastavit hrad Střekov. Jan V. z Vartenberka a Děčína zemřel na přelomu let 1409 a 1410 a zanechal po sobě syny Zikmunda a Jana VI. z Vartenberka a Děčína. Bratři se tři roky po otcově smrti rozdělili o dědictví. Děčínský hrad nejspíše vlastnili společně, ale vládl na něm Zikmund. V době husitských válek stál nejprve na katolické straně, a proto husitské vojsko vedené hejtmanem Janem Žižkou roku 1423 vypálilo město Děčín.
Zikmund z Vartenberka vedl drobné války se Saskem a lužickým Šestiměstím. Když na přelomu let 1438 a 1439 zemřel, polovinu Děčína dostali jeho synové, zatímco druhou stále vlastnil Zikmundův bratr Jan VI. z Vartenberka a Děčína. Oba synové Zikmunda Jindřich a Jan VII. z Vartenberka pokračovali v konfliktu s lužickými městy. Lužičané se proto dohodli s litoměřickým hejtmanem Jakoubkem z Vřesovic a jejich vojska v září roku 1444 oblehla některé vartenberské hrady. Patřil mezi ně i Děčín, který byl dobyt a vypálen. Jindřich z Vartenberka při bojích zřejmě zemřel.
Děčínský hrad potom vlastnili Jan VII. z Vartenberka a Děčína a jeho strýc Jan VI. z Vartenberka se svým stejnojmenným synem. V roce 1453 se však začala řešit dědická práva Anežky ze Šternberka, vdovy po Zikmundovi z Vartenberka. Kromě Děčína jí patřily také hrady Rybnov, Milčany a Litýš. Anežka zemřela nejspíše už roku 1438 a její děčínský majetek měl připadnout jako odúmrť panovníkovi. Ale vzhledem k tehdejšímu bezvládí její práva získali Aleš Holický ze Šternberka a Zdeněk Konopišťský ze Šternberka od panovníka až roku 1453. Oba však hned dalšího roku Anežčin podíl prodali Janovi VII. z Vartenberka a Děčína. Ve stejném roce nejspíš zemřel jeho strýc Jan VI. z Vartenberka, jehož synovi připadlo Velké Březno s panstvím hradu Varta a který se stal tak zakladatelem březenské větve rodu Vartenberků. Jediným majitelem Děčína se tak stal Zikmundův syn Jan VII. z Vartenberka a Děčína, a zůstal jím až do své smrti v roce 1476.

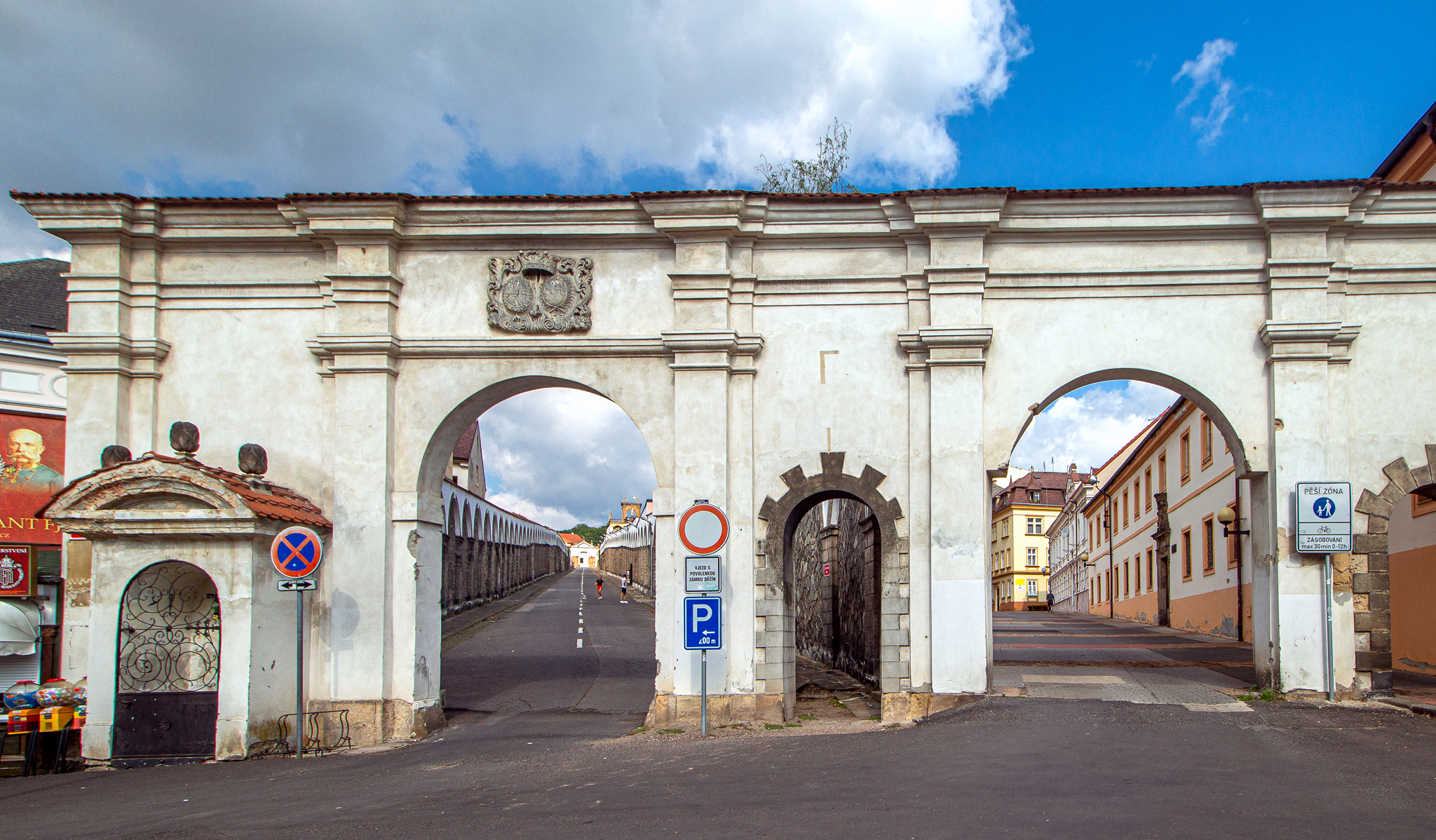
Dolní brána

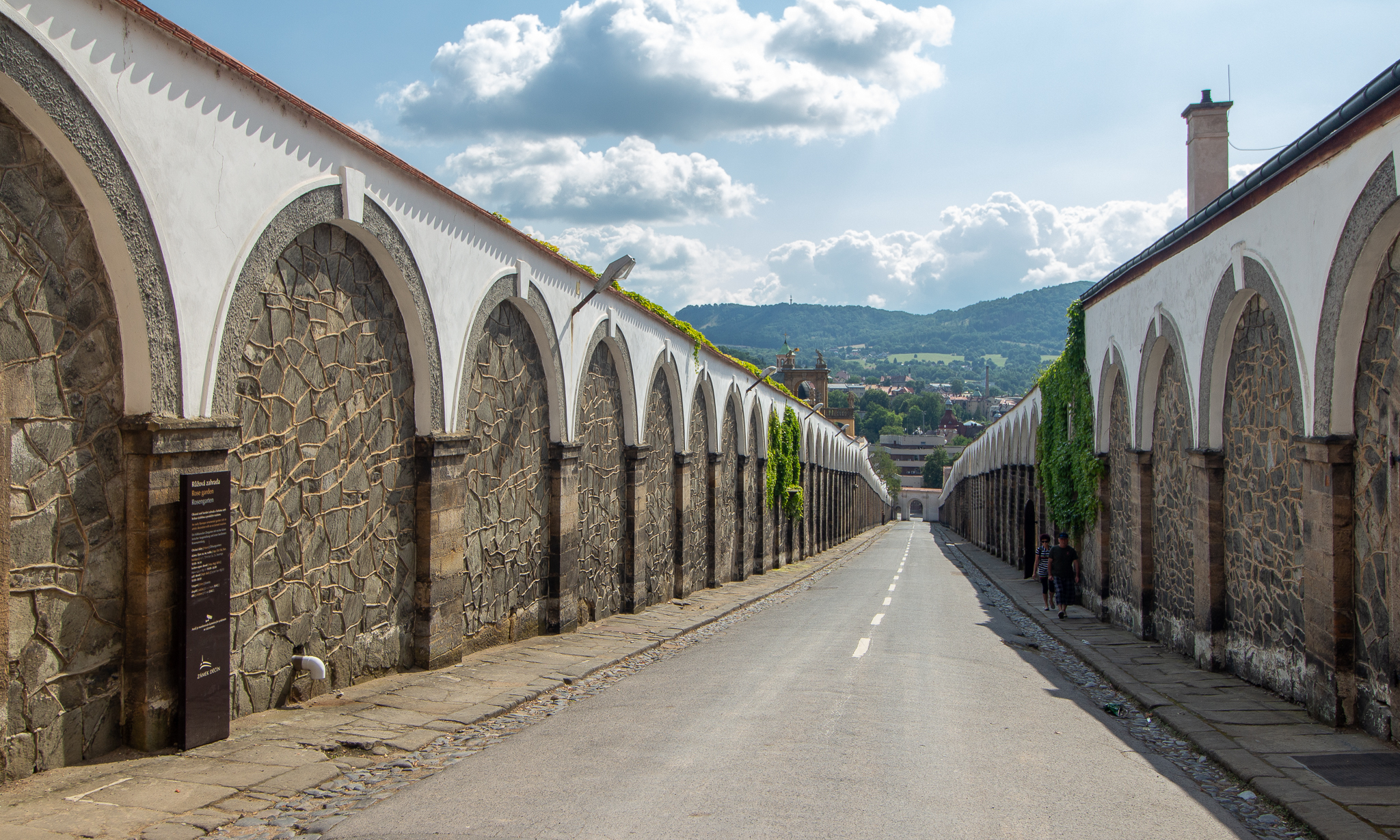
Dlouhá jízda

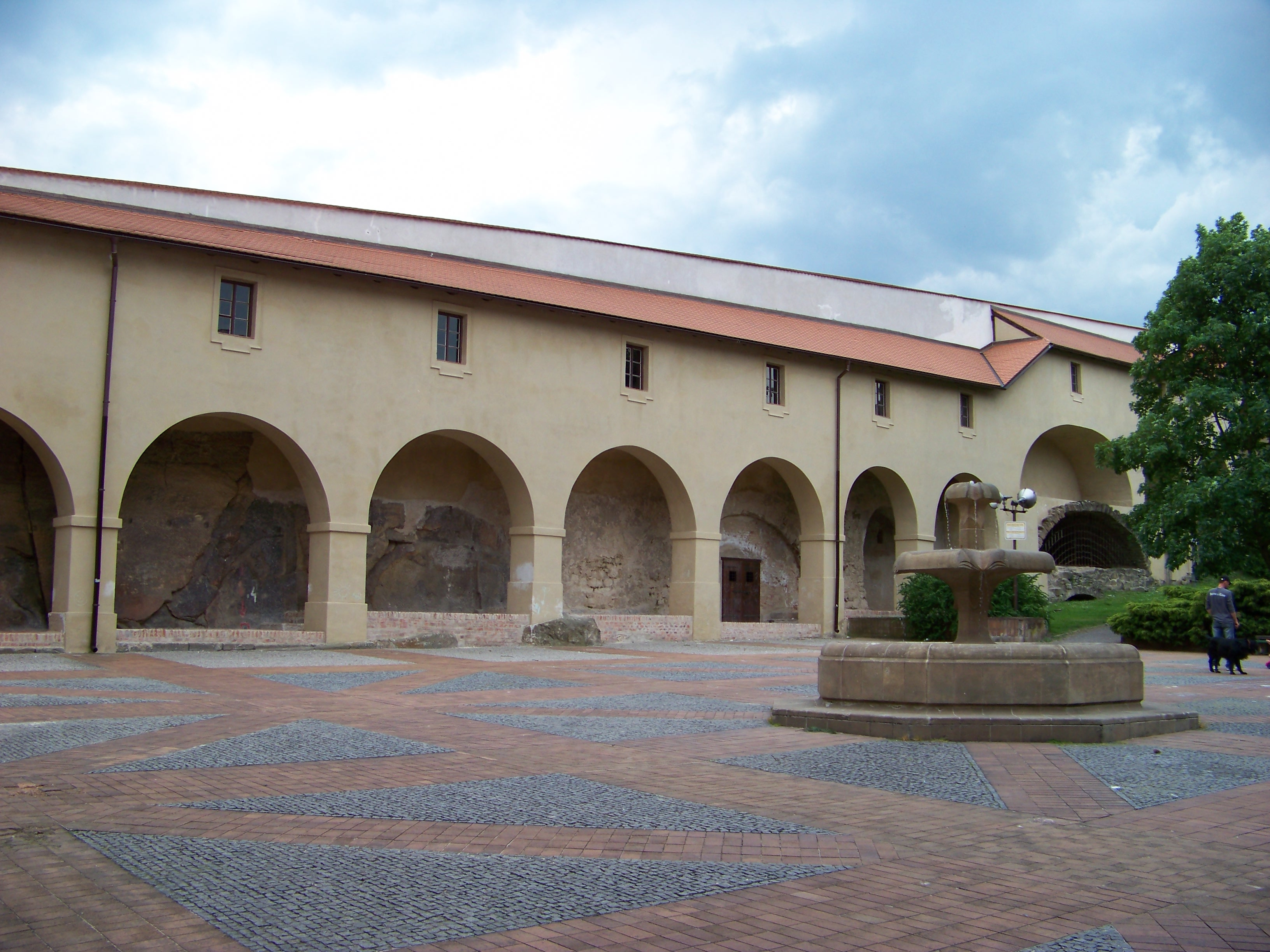
Krytá chodba ke kostelu Povýšení svatého Kříže

Synové Jana VII. z Vartenberka Kryštof a Zikmund se o rozsáhlé rodové dědictví v roce 1476 rozdělili. Do té doby je spravoval Kryštof, který prodal hrad Tolštejn. Po rozdělení zůstal Děčín Zikmundovi spolu s panstvími hradů Ostrý, Vrabinec a Kamenice. Zikmund se z neznámých důvodů zadlužil a začal hledat kupce, který by si mohl dovolit koupit celé panství. Obchod schválil král Vladislav Jagellonský už roku 1504, ale k prodeji došlo až v roce 1511, kdy celé panství koupil za šedesát tisíc kop grošů Mikuláš Trčka z Lípy.

### Salhausenové a páni zBünau
Mikuláš Trčka z Lípy byl děčínským pánem jen do roku 1515, kdy panství prodal za sedmdesát tisíc kop grošů bratrům Hanušovi, Volfovi a Bedřichovi ze Salhausenu. Jako majitel byl do zemských desek zapsán jen Hanuš, který se o sedm let později s bratry vyrovnal. Volfa vyplatil a Bedřich dostal Benešov nad Ploučnicí, Kamenici a kromě dalšího majetku snad i určitý podíl na děčínském hradě. Hanuš ze Salhausenu Děčín prodal v roce 1534 rytíři Rudolfovi z Bünau.
Rudolf z Bünau zemřel roku 1540. Měl syny Jindřicha staršího, Rudolfa, Gyntera a Jindřicha mladšího, z nichž poslední roku 1543 získal podíly svých bratrů, ale bezdětný zemřel už v roce 1553. Děčín zdědil Gynter a v roce 1573 nechal část hradu přestavět v renesančním slohu. Gynter zemřel roku 1576 v Drážďanech. Jako jeho otec měl i Gynter čtyři syny, které pojmenoval stejně. Ti se v roce 1579 rozdělili o majetek, a děčínské panství se tak rozdělilo na menší celky. Děčín s vesnicemi na pravém břehu Labe připadl Jindřichovi staršímu z Bünau, ale po smrti bratra Jindřicha mladšího zdědil také Podmokly s vesnicemi na levém břehu řeky.
Po smrti Jindřicha staršího z Bünau spravovala panství nejprve vdova Anna Trmická z Miliny a po ní po roce 1615 Anna Hyršpergárová z Kynykshainu († 1618). Ze tří Jindřichových dětí se panství krátce po roce 1623 ujal nejstarší syn Rudolf starší z Bünau. Na rozdíl od mnoha jiných šlechticů se vzhledem k nízkému věku nezúčastnil stavovského povstání v letech 1618–1620, ale protože byl stejně jako jeho předci luteránem, musel po vydání Obnoveného zřízení zemského svůj český majetek prodat a odejít do zahraničí.

### Třicetiletá válka
Statky pánů z Bünau koupil v srpnu roku 1628 Kryštof Šimon z Thunu, který byl o rok později povýšen do hraběcího stavu. Český majetek pak v roce 1635 zdědil synovec Jan Zikmund z Thunu, který na něm už před rokem 1630 hospodařil. V roce 1631 prohrálo císařské vojsko bitvu u Breitenfeldu a do Čech vnikly saské oddíly. S nimi přišel zpět Jindřich starší z Bünau i se svými bratry a hrad bráněný kapitánem de la Marche a stovkou mušketýrů dne 4. listopadu bez nesnází obsadili. Saská posádka zůstala na děčínském zámku až do roku 1635, kdy byl uzavřen Pražský mír. Jindřich z Bünau musel také odejít, a navíc byl odsouzen ke ztrátě všech svých nároků, které mohl na děčínské panství vznášet, protože Kryštof Šimon z Thunu mu nezaplatil celou smluvenou částku.
Válečné události třicetileté války se Děčína dotýkaly i v dalších letech. V dubnu 1639 na zámek zaútočilo švédské vojsko generála Pfula. Velitelem malé zámecké posádky byl hejtman panství Jan Schober, který se vzhledem k velké přesile nepřítele a nedostatku střeliva po třídenním obléhání 25. dubna 1639 vzdal. Švédská posádka na zámku zůstala až do jara roku 1640, kdy Jan Schober a Jan Kryštof z Rublandu zajali čtyřicet švédských mušketýrů a obsadili město. Začali také obléhat zámek, na němž se Švédové bránili až do 13. května 1640, kdy se vzdali a po dohodě odevzdali zbraně a volně odešli.
Potřetí byl zámek obléhán v roce 1645 švédským generálem Paykulem, který na něm chtěl získat zásoby munice. Zámecká posádka vedená Janem Jiřím Stüblingerem se ubránila. Dobýt zámek se Švédům podařilo až v roce 1648, kdy Jan Koppy nejprve obsadil 6. září město a 15. září se mu vzdala i zámecká posádka. I přes uzavření vestfálského míru Švédi v Děčíně zůstali až do června roku 1649.

### Thunové
Mezitím dne 29. června 1646 zemřel Jan Zikmund z Thunu a děčínské panství bylo v roce 1653 rozděleno na čtyři díly, z nichž Děčín dostal Maxmilián z Thunu. Nový majitel nechal renesanční zámek přestavět v barokním slohu. Podle Bohuslava Balbína trvala stavba zahájená v roce 1668 patnáct let. Přestože cílem bylo získat pohodlné a moderní sídlo, zůstal děčínský zámek zároveň pevností, přičemž severně od prvního nádvoří byla postavena velká dělostřelecká bašta (bastion). Ze stejné doby pochází také tzv. Dlouhá jízda, která tvoří hlavní přístupovou cestu k zámku.

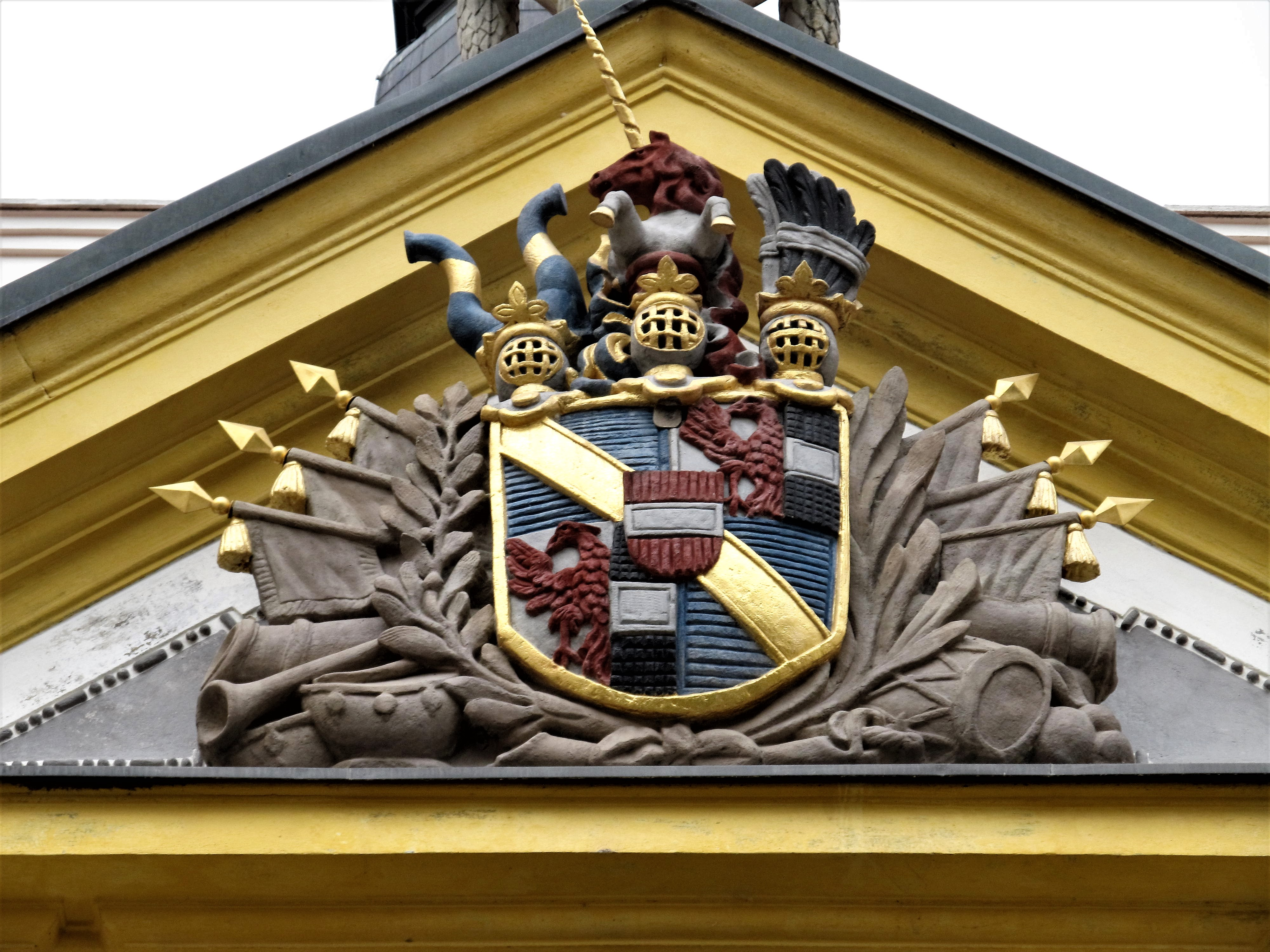
Erb Thun-Hohensteinů

Čtyři bratři, jimž patřily díly původního děčínského panství, se dohodli na ustanovení děčínského majorátu, který měl zajistit udržení rodinného majetku. Jako první Maxmiliánovi přenechal svůj díl Rudolf v roce 1664 a Jan Arnošt s Františkem Zikmundem v roce 1671. Správu majetku vykonával až do smrti v roce 1701 Maxmilián. Thunové v těch letech vykořisťovali své poddané, a tak i na Děčínsku došlo v roce 1680 k selskému povstání.
Děčínský majorát po otcově smrti zdědil nejmladší syn Jan Arnošt z Thunu. Ačkoliv plnoletosti dosáhl v roce 1714, zemřel už o tři roky později a Děčín převzal jeho starší bratr Jan František z Thunu, kterému patřilo klášterecké panství. Ten navíc zdědil také Choltice, a sloučil tak všechny tři thunovské majoráty, ale zemřel už v roce 1720. Za jeho nezletilého syna Jana Josefa majetek spravovala vdova M. Filipína a rozmařilým způsobem života zvětšovala dluhy, které po sobě zanechal její manžel. Hrabě Jan Josef z Thunu se vlády nad panstvím chopil v roce 1732. V polovině 18. století založil rozsáhlou knihovnu navštěvovanou představiteli českého národního obrození, mezi které patřily osobnosti jako František Martin Pelcl, Josef Dobrovský, Josef Jungmann a František Palacký. Václav Vladivoj Tomek podle materiálů ze zámeckého archívu sepsal dějiny děčínského panství. Jan Josef v roce 1785 majetek rozdělil mezi syny a o tři roky později zemřel. Děčín připadl polnímu maršálovi, hraběti Václavu z Thun-Hohensteina. Stavitel Jan Václav Kosch pro něj v letech 1786–1792 realizoval poslední velkou přestavbu, při níž zámek získal dochovanou podobu. Byl při ní zasypán druhý příkop, zrušeno opevnění a zámecké budovy bez větší architektonické výzdoby obklopily velké centrální nádvoří.

### Války 18. století
Vláda hraběte Jana Josefa z Thunu nad Děčínem se odehrávala na pozadí válek, v nichž měl Děčín roli významné pevnosti. V roce 1740 vypukly války o rakouské dědictví a o rok později zámek obsadila saská posádka, kterou v roce 1742 vystřídali Prusové pod velením generála Leopolda Maxmiliána Anhaltsko-Desavského. Po uzavření berlínského míru Prusové Děčín opustili, ale 2. října 1742 zámek obsadil francouzský generál François-Marie de Broglie, jehož posádka se na zámku bránila císařskému vojsku až do 11. prosince, kdy jí byl umožněn volný odchod. V roce 1744 byla na zámek umístěna císařská posádka devadesáti Chorvatů, ale brzy podlehla a byla zajata pruským vojskem. Když Prusové odtáhli ze země, obsadili zámek znovu Sasové a zůstali na něm do jara roku 1745. Uklidnění poměrů nepřinesl ani konec války, protože se vzápětí rozhořely staré spory mezi poddanými a vrchností, které vedly k hromadným nepokojům v roce 1753.

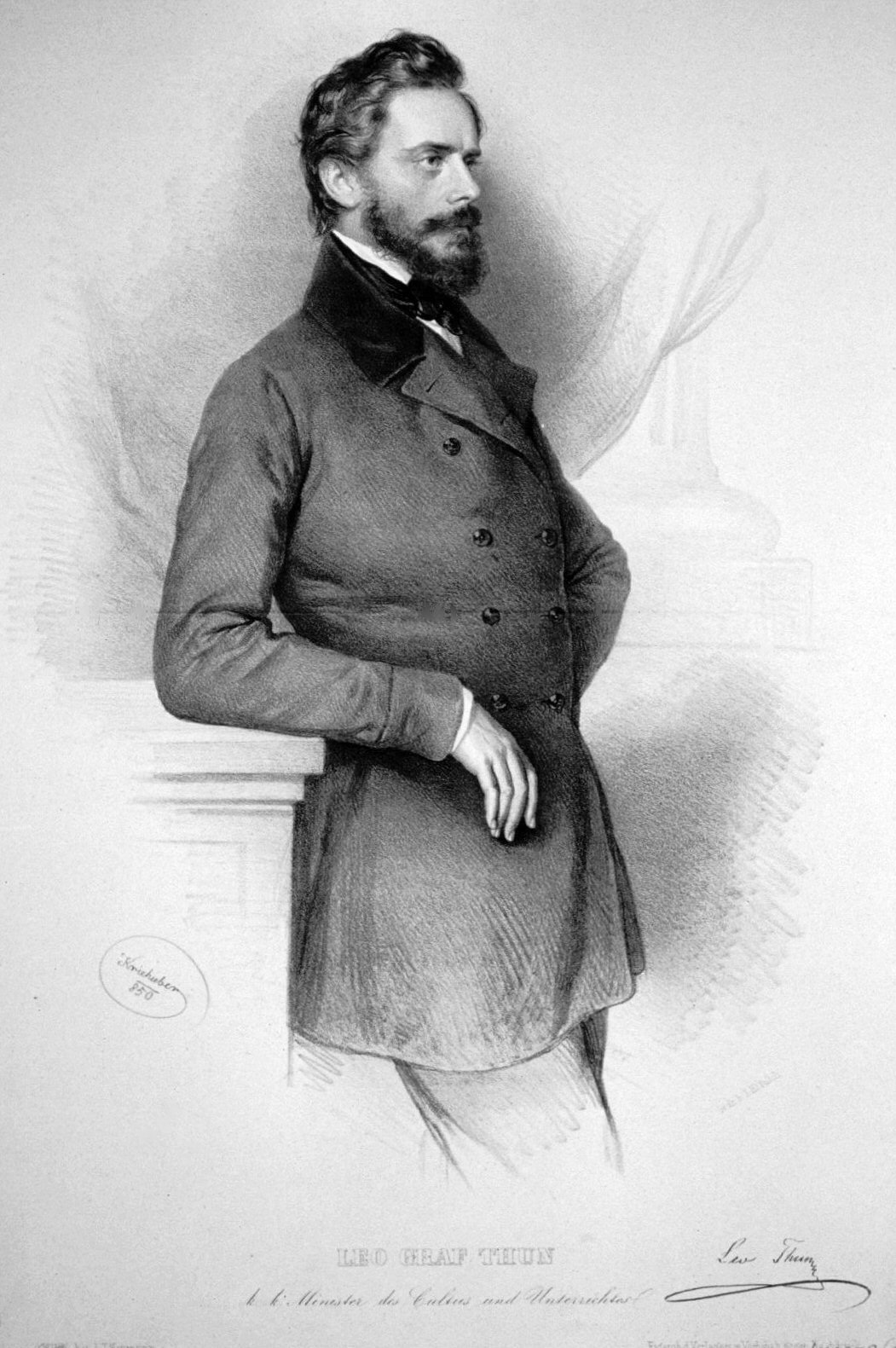
Leopold Lev z Thun-Hohensteinu

Na začátku sedmileté války od 8. září 1756 zámek znovu chránila císařská posádka s hejtmanem Mittelstetterem. Ještě v září však Děčín dobyl a obsadil pruský generál Christoph Hermann von Manstein. Prusy později vystřídali Chorvaté, ale v roce 1757 zámek na krátkou dobu opět padl do pruských rukou, a po nich znovu císařským Chorvatům. Prusové zámek obsadili také v roce 1778 během války o bavorské dědictví. V té době už děčínské opevnění nevyhovovalo potřebám tehdejšího válečnictví, a proto císař Josef II. po osobní návštěvě raději založil novou pevnost Terezín.
Dalším majitelem děčínského zámku se v roce 1808 stal Václavův syn František Antonín I. z Thun-Hohenštejna. Také za něj byl zámek v letech 1809 a 1813 narychlo opevňován, a ve druhém zmíněném roce ho měla opět bránit chorvatská posádka. Přesto převážily Františkovy hospodářské dovednosti a děčínské panství se v době jeho vlády úspěšně rozvíjelo. Hrabě také nechal založit nový park a zámek nadále navštěvovali významní návštěvníci. Pod jejich vlivem se Františkův nejmladší syn Leopold Lev z Thun-Hohensteinu stal výrazným příznivcem českého národního obrození. V roce 1835 zámek navštívil Fryderyk Chopin, který na něm složil valčík As dur, opus 34, zvaný Děčínský, který věnoval komtese Josefíně z Thun-Hohensteinu. František Antonín zemřel roku 1873 a zámek po něm v roce 1881 převzal syn Bedřich František z Thun-Hohensteinu a po něm jeho syn František Antonín z Thun-Hohensteinu.

### Od 20. století
| Rok  | Počet návštěvníků |
| ---- | ----------------- |
| 2015 | 58 605            |
| 2016 | 64 794            |
| 2017 | 67 261            |

Thunové zámek v roce 1932 prodali československému státu. Zámek tak ztratil svou funkci šlechtické rezidence a byl upraven na kasárny. Během druhé světové války je využívala německá armáda a v letech 1968–1991 armáda sovětská. Během té doby zámecké budovy chátraly a s jejich rekonstrukcí začalo až město Děčín, které zámek v roce 1991 získalo do svého majetku. Zámecký areál je v návštěvních hodinách přístupný veřejnosti a část budov slouží ke slavnostním a kulturním účelům.

## Stavební podoba hradu
Podoba středověkého hradu je nejasná, protože ji výrazně ovlivnily četné přestavby v pozdějších obdobích. Dispozice stavby byla dvojdílná. Nad prvním příkopem stávala okrouhlá věž. Druhý příkop, přeměněný na sklepy, chránil hradní jádro, v jehož čele stála ještě na počátku 18. století čtverhranná věž, za kterou býval palác se stupňovitými štíty. Další budovy jádra stály podél obvodu staveniště a pravděpodobně je obíhal parkán. Torzo čtverhranné věže bylo objeveno při archeologickém výzkumu v roce 2009. Věž měla půdorys s rozměry 5 × 5 metrů a na jedné ze stěn se dochovaly stopy točitého schodiště, na které se vstupovalo pozdně gotickým portálem z nádvoří.
Při archeologickém výzkumu bylo také nalezeno zdivo raně gotického paláce, který obsahoval velký sál se dvěma komnatami po stranách. Sál osvětlovala hrotitá kružbová okna. Nalezená klenební žebra dokládají existenci písemnými prameny zmiňované kaple, ale její polohu se nepodařilo určit. Dochování těchto prvků umožnilo výrazné zvýšení terénu nádvoří už v průběhu středověku, díky kterému se původně přízemní místnosti změnily v suterén.
Z mladších fortifikačních prvků se dochovaly polookrouhlé bašty v Růžové zahradě a Dlouhá jízda, která hrála významnou obrannou roli v 18. století. Tehdy vstup do zámku chránilo později zaniklé hvězdicovité opevnění.

## Stavební podoba zámku

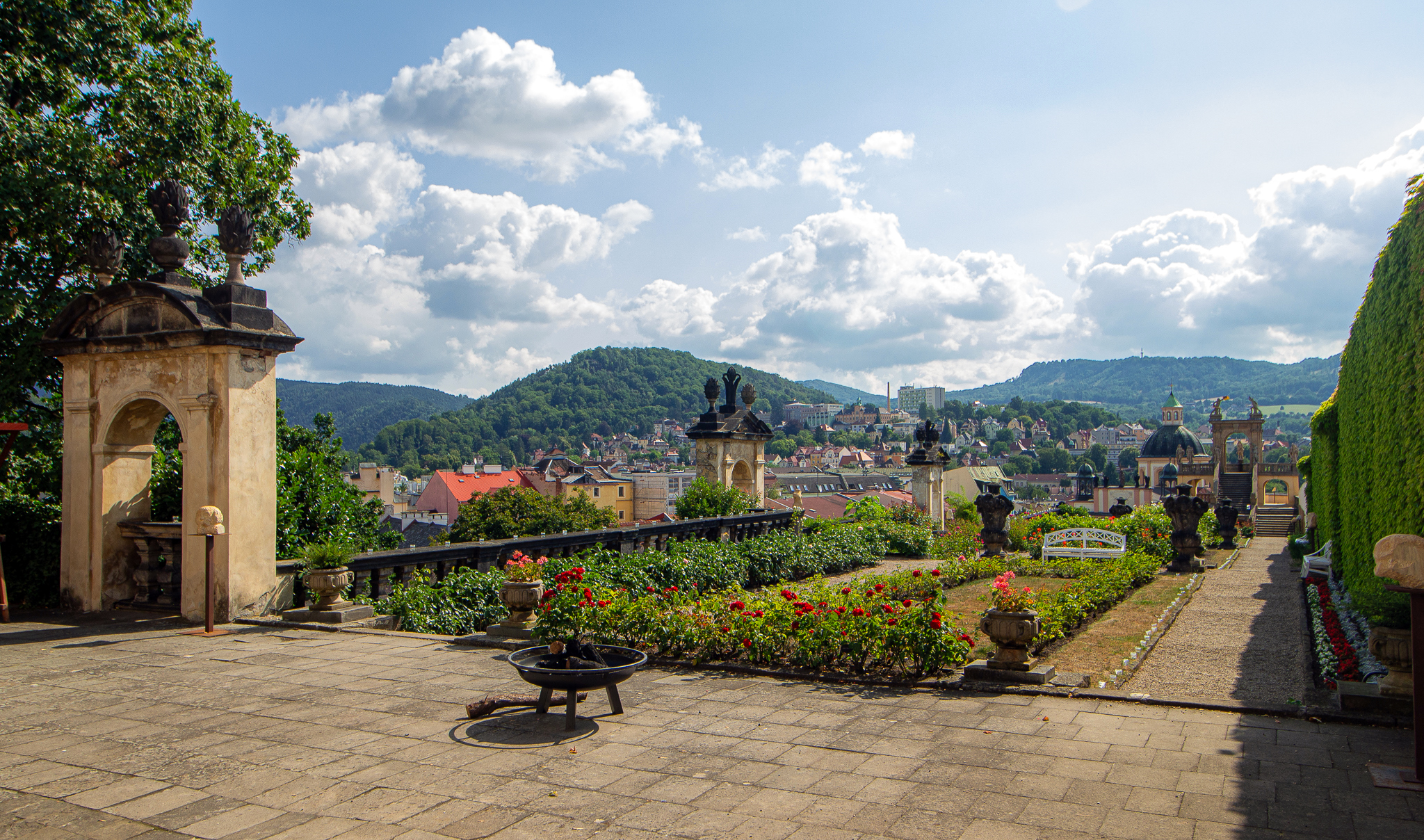
Růžová zahrada

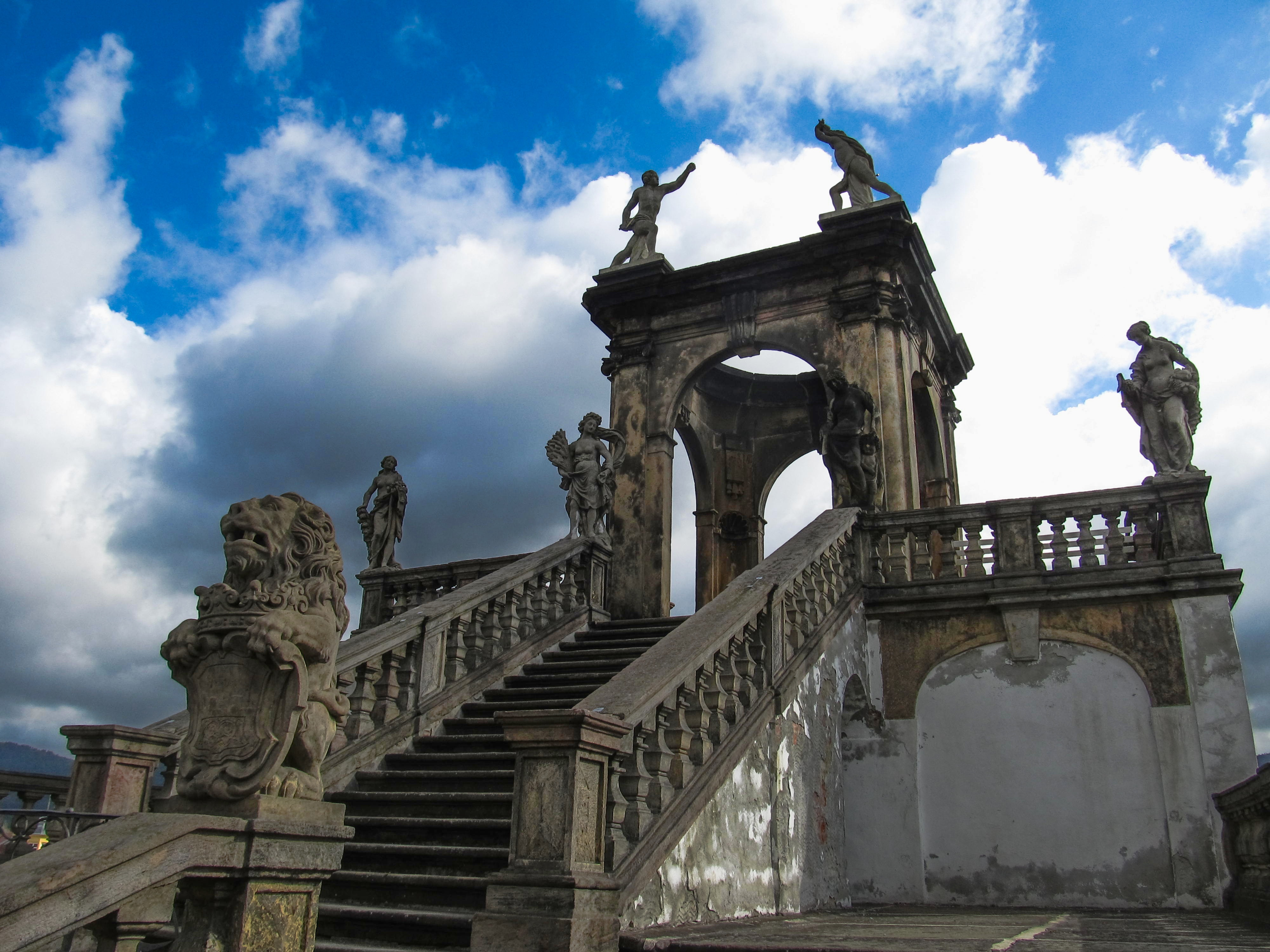
Gloriet v Růžové zahradě

Barokní zámek postavený Maxmiliánem z Thunu ve druhé polovině 17. století byl trojdílný. Respektoval členění hradu, jehož jádro nebylo přestavbou dotčeno.

### Dlouhá jízda
Významným a v české barokní architektuře výjimečným prvkem se stala Dlouhá jízda – 270 metrů dlouhá a devět metrů široká ulice sevřená sedm metrů vysokými zdmi zdobenými slepými arkádami. Dokončena byla v roce 1672, kdy se stala hlavní přístupovou cestou, která spojovala zámek s městem. Vstupuje se do ní pilastry zdobenou Dolní bránou se dvěma průjezdy (jeden vede do Křížové ulice) a dvěma brankami. Na opačném konci Dlouhou jízdu uzavírá raně barokní Horní brána s pilastry a trojúhelníkovým štítem. Třetím vstupem do ulice je Boční brána v severní zdi zdobená bosovanými pilastry, koulemi a dvěma plochými kapličkami po stranách.

### Severní zahrady
Severně od Dlouhé jízdy původně vedla Růžová ulice, jejíchž 22 domů nechal Maxmilián z Thunu zbourat a na jejich místě založil francouzský park. Ve vyšší úrovni zároveň vznikla růžová zahrada, kterou na východní straně uzavírá gloriet doplněný v 18. století dvěma sochami bojovníků. Gloriet je dvoupatrovový a má čtvercový půdorys. Jeho plochu člení schodiště a terasy a v přízemí se nachází trojlodní sál s křížovými klenbami. Další tři sochy antických bohů z doby okolo roku 1700 od Abrahama Felixe Kitzingera stojí na zábradlí zahrady. Naproti glorietu je sala terrena s průčelím prolomeným třemi vysokými arkádami a interiérem zaklenutým valenou klenbou s lunetami. Fresky a iluzívní malby zhotovil malíř G. Bragaglio v roce 1678. Podél východní části severní zdi vede krytá chodba, která spojuje zámek s kostelem Povýšení svatého Kříže.

### Jádro zámku
Samotný zámek stojí až za dochovaným prvním příkopem, přes který vede kamenný most se sochami žen a amforami. Koschovy zámecké budovy, které obklopují šestiboké nádvoří, jsou na vnější straně dvoupatrové a na nádvorní straně jednopatrové. Jejich fasády jsou nezdobené a člení je pouze obdélníková okna. Dominantou západní strany je hranolová věž a na severní straně z půdorysu vystupuje arkýř nesený krakorci. Nároží věže jsou zkosená a zdobí je pilastry.

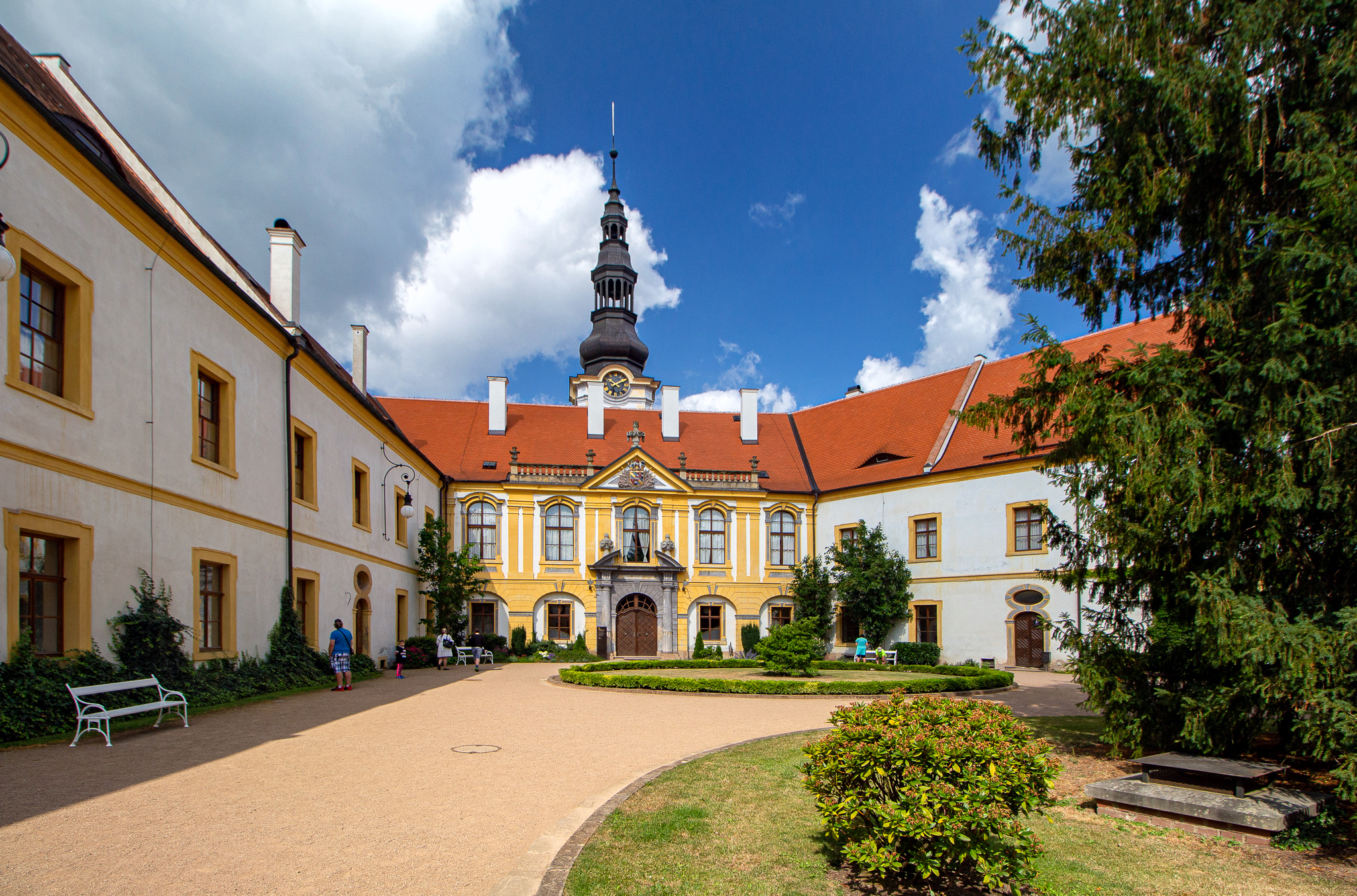
Průčelí západního křídla

Do nádvoří se vstupuje portálem zdobeným přepásanými sloupy s pilastry a rozeklaným štítem. Za bránou se nachází křížovou klenbou zaklenutý průjezd. Hlavní budova na západní straně nádvoří má pětiosé průčelí se slepými rustikovanými arkádami a okna v rámcích s uchy. Vstup do budovy tvoří polokruhový portál završený klenákem.

### Jižní zahrady

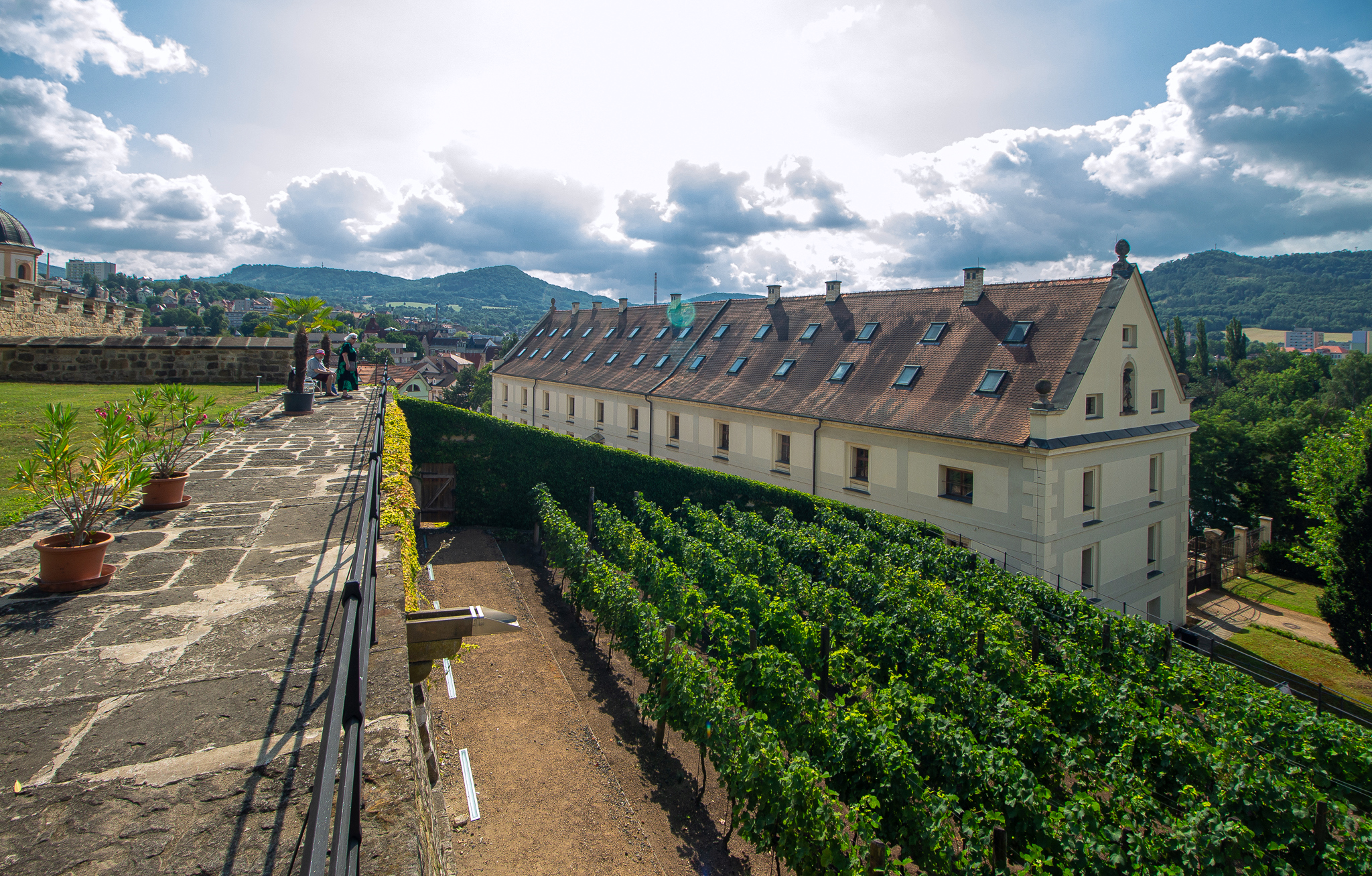
Zámecká zahrada a sýpka

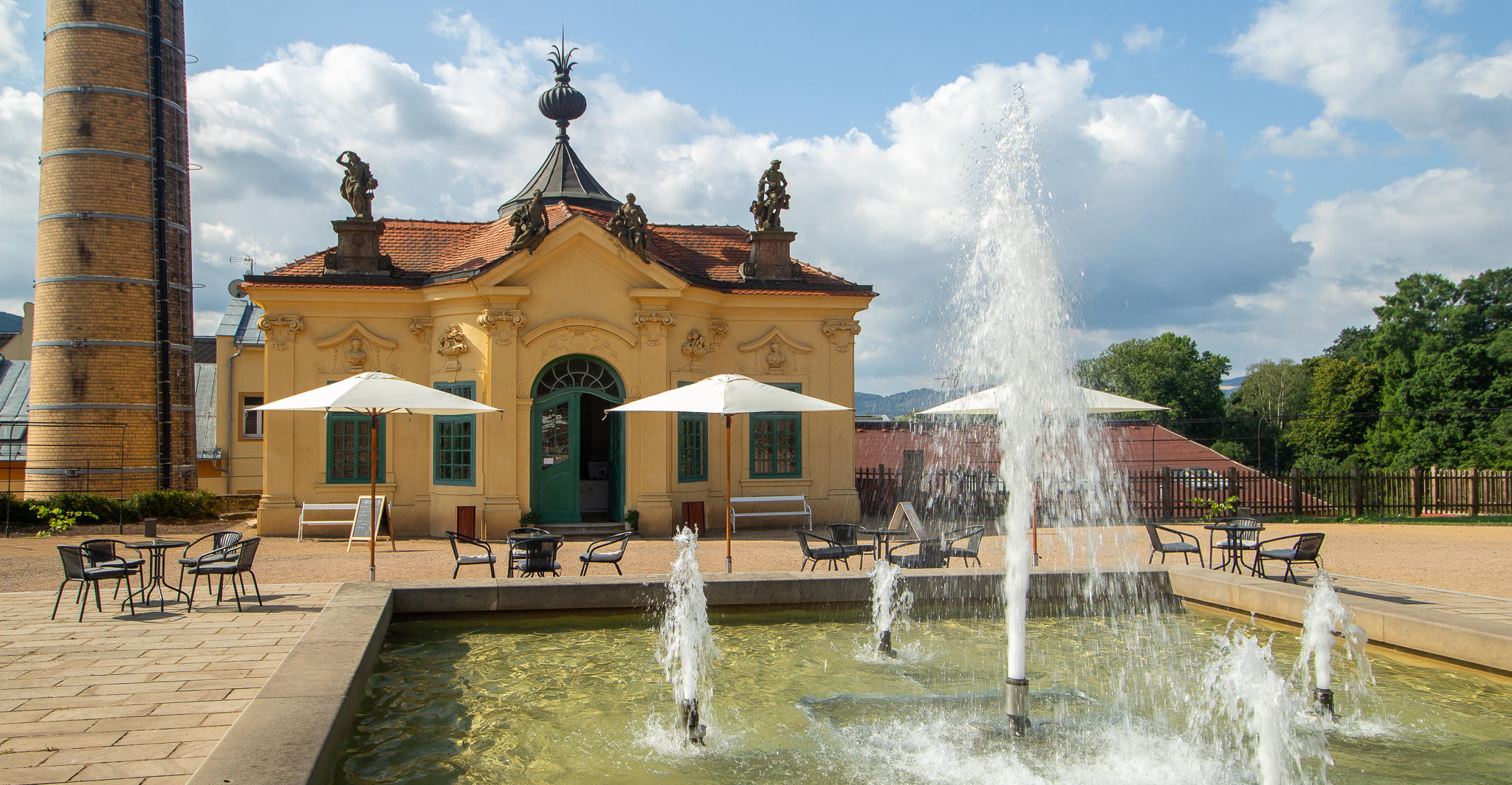
Zahradní čajový pavilón

Zámecký areál doplňuje jízdárna a sýpka postavená na jižní straně Dlouhé jízdy v roce 1723 snad podle plánů Kiliána Ignáce Dientzenhofera. V průčelí sýpky je výklenek se sochou Turka a rolníka od Ferdinanda Maxmiliána Brokoffa z roku 1725. Západně od sýpky stojí zahradní pavilón ze druhé třetiny 18. století. Jádro budovy má obdélný půdorys, ke kterému přiléhají dvě krátká postranní křídla. Budova má mansardovou střechu a její střední část je zaklenutá kupolí. Hlavní průčelí je členěné okny se zdobnými suprafenestrami, dekorativní vázou, římsou a trojúhelným štítem se sochami. Dovnitř vede portál se segmentovým záklenkem. Na jižní straně zámecké skály se nachází dochovaný fragment parku z počátku první třetiny 19. století. Park navazuje na severní zahrady, se kterými je spojil ve skále vytesaný tunel a malý řetězový most. Podstatná část severního parku byla zničena výstavbou domů ve třicátých letech 19. století a jižně od zámku bývalo od poloviny 20. století koupaliště.